# Championnat de Macédoine de football 2009-2010
Navigation
Championnat de Macédoine 2008-2009 Championnat de Macédoine 2010-2011
Le Championnat de Macédoine de football 2009-2010 est la 18e édition de ce championnat.

## Classement
| Rang | Équipe                  | Pts | J  | G  | N  | P  | Bp | Bc | Diff |
| ---- | ----------------------- | --- | -- | -- | -- | -- | -- | -- | ---- |
| 1    | FK Renova Džepčište     | 55  | 26 | 17 | 4  | 5  | 45 | 21 | +24  |
| 2    | FK Rabotnički Skopje    | 50  | 26 | 15 | 5  | 6  | 38 | 20 | +18  |
| 3    | Metalurg Skopje         | 47  | 26 | 12 | 11 | 3  | 35 | 16 | +19  |
| 4    | Pelister Bitola         | 39  | 26 | 11 | 6  | 9  | 28 | 27 | +1   |
| 5    | Sileks Kratovo          | 32  | 26 | 8  | 8  | 10 | 29 | 33 | -4   |
| 6    | FK Vardar Skopje -3     | 30  | 26 | 9  | 6  | 11 | 31 | 28 | +3   |
| 7    | Teteks Tetovo           | 30  | 26 | 8  | 6  | 12 | 31 | 30 | +1   |
| 8    | Horizont Turnovo -3     | 26  | 26 | 8  | 5  | 13 | 27 | 35 | -8   |
| 9    | FK Milano Kumanovo      | 6   | 26 | 1  | 3  | 22 | 14 | 81 | -67  |
| -    | Makedonija GP Skopje    | 0   | 10 | 5  | 4  | 1  | 23 | 5  | +18  |
| -    | Pobeda Prilep           | 0   | 0  | 0  | 0  | 0  | 0  | 0  | 0    |
| -    | Sloga Jugomagnat Skopje | 0   | 10 | 3  | 2  | 5  | 9  | 16 | -7   |

Notes :

- Le FK Vardar Skopje et le Horizont Turnovo ont pris tous les deux, 3 points de pénalité pour avoir tous les deux avoir refusé de présenter pour jouer face au Metalurg Skopje respectivement aux 18e et 14e journées.

- Le Pobeda Prilep a été exclu du championnat avant le début de celui-ci.

- Le Makedonija GP Skopje et le Sloga Jugomagnat Skopje ont été suspendus pour avoir manqué 2 matchs d'affilée chacun.

À la suite de ces deux exclusions, les points acquis lors de la phase aller face à ces 2 clubs ont été conservés.

## Barrage de relégation
| 2010 | FK Milano Kumanovo | 1-2 a.p. | Bregalnica Stip                    | Gjorče Petrov Stadium à Skopje  |                                 |
|      | Stojanovski 78e    |          | Dimovski 72e · Novakov 110e (pen.) | Arbitrage : Dimitar Mečkarovski | Arbitrage : Dimitar Mečkarovski |

Le Bregalnica Stip monte en Prva Liga et le FK Milano Kumanovo descend en Vtora Liga.

## Bilan de la saison
| Tableau d'Honneur                    |                     |
| Compétition                          | Vainqueur           |
| Championnat de Macédoine de football | FK Renova Džepčište |
| Coupe de Macédoine de football       | Teteks Tetovo       |

| Promotions et relégations |                                                                               |
| Relégués en Vtora Liga    | FK Milano Kumanovo Makedonija GP Skopje Pobeda Prilep Sloga Jugomagnat Skopje |
| Promus en Prva Liga       | Bregalnica Stip FK Skopje Škendija 79 FK Napredok                             |